# Operatie Achilles
Operatie Achilles was een NAVO-operatie in de Oorlog in Afghanistan. Het doel was om de provincie Helmand van Taliban te zuiveren. De operatie begon op 6 maart en eindigde op 30 mei 2007. Het was de grootste NAVO-operatie ooit gehouden in Afghanistan tot dan toe. NAVO-functionarissen meldden dat de Talibanstrijders, naar aanleiding van wat er in eerdere operaties was gebeurd, probeerden de directe confrontatie te mijden en zich toe te leggen op guerrillatactieken.
De operatie werd geleid door Britse ISAF-militairen en concentreerde zich op de Kajakaidam en de dorpen in de omgeving, een belangrijke bron van energie voor de Taliban, die al jaren niet meer functioneerde. Een deel van de missie was Operation Volcano, waarin Britse Royal Marines succesvol een groot Talibancomplex bij de Kajakaidam zuiverden. Zo ook Operation Kryptonite, waarin de dam daadwerkelijk werd veroverd door geallieerde eenheden.

## Achtergrond
Op 16 maart verklaarde generaal Dan McNeill dat NAVO-troepen op diverse plaatsen in het zuiden van Afghanistan gevechten leverden met opstandelingen van de Taliban, maar dat de meeste rebellen het coalitieleger probeerden te ontlopen. Hij kondigde ook nieuwe operaties tegen de Taliban aan in de lente en de zomer.